# El Tarter
El Tarter är en ort i Andorra. Den ligger i parroquian Canillo, i den centrala delen av landet,. El Tarter ligger 1 721 meter över havet och antalet invånare är 1 052. I El Tarter börjar två linbanor.
Trakten runt El Tarter består i huvudsak av gräsmarker och längre bort skog.